# Sèlh
Sèlh (francès Seilh) és un municipi francès del departament de l'Alta Garona, a la regió d'Occitània.

## Monument

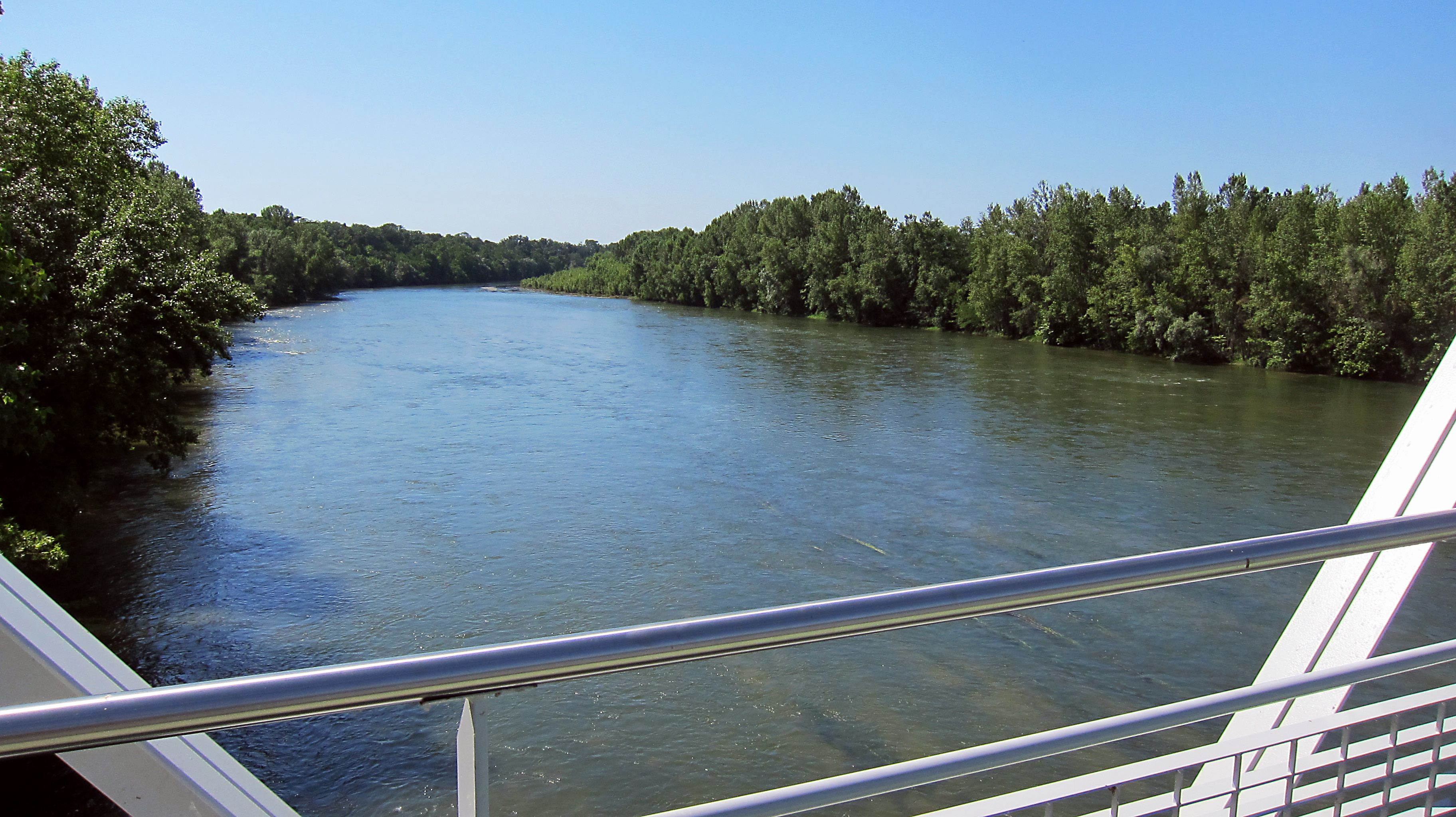
La Garona
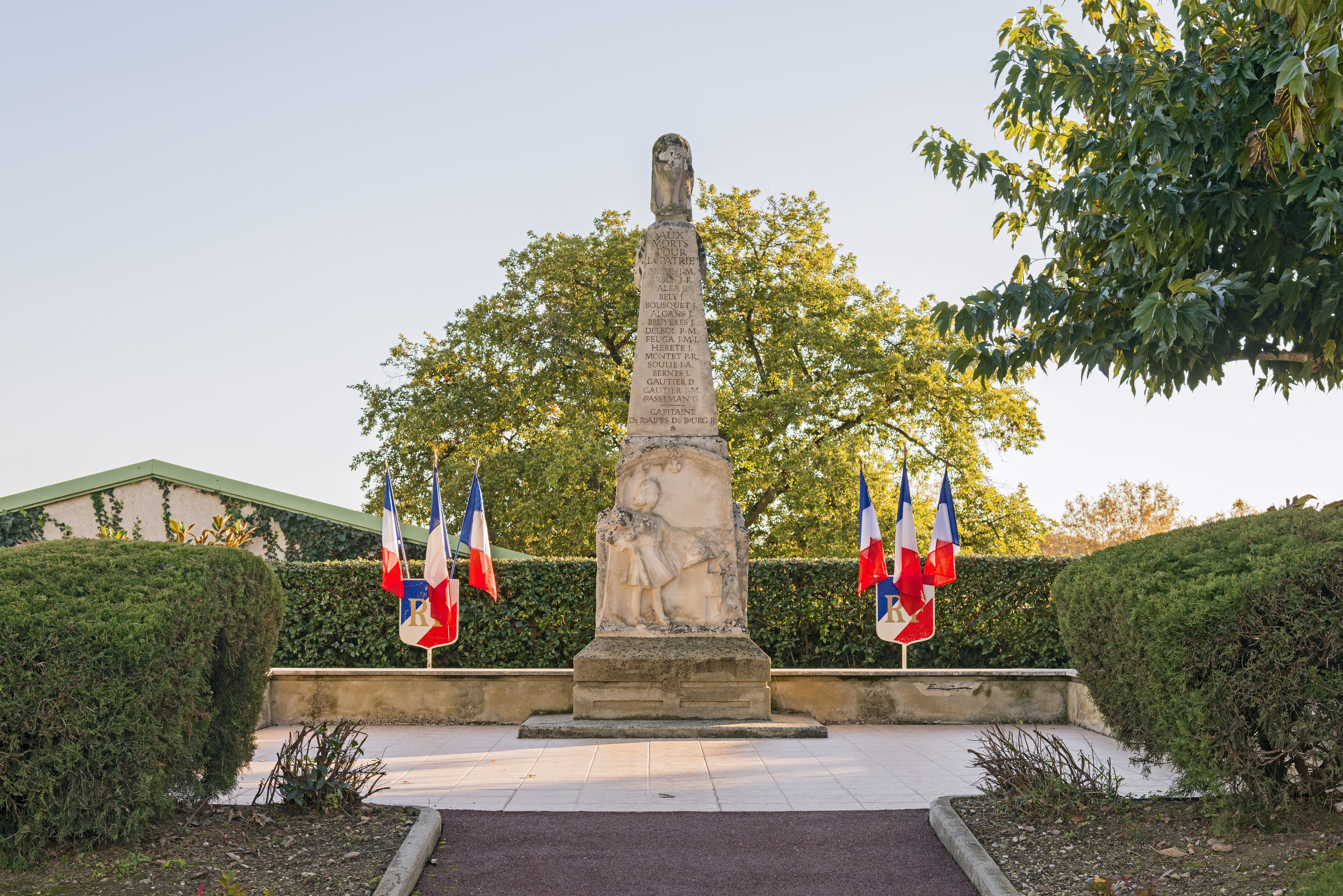
Monument als Caiguts
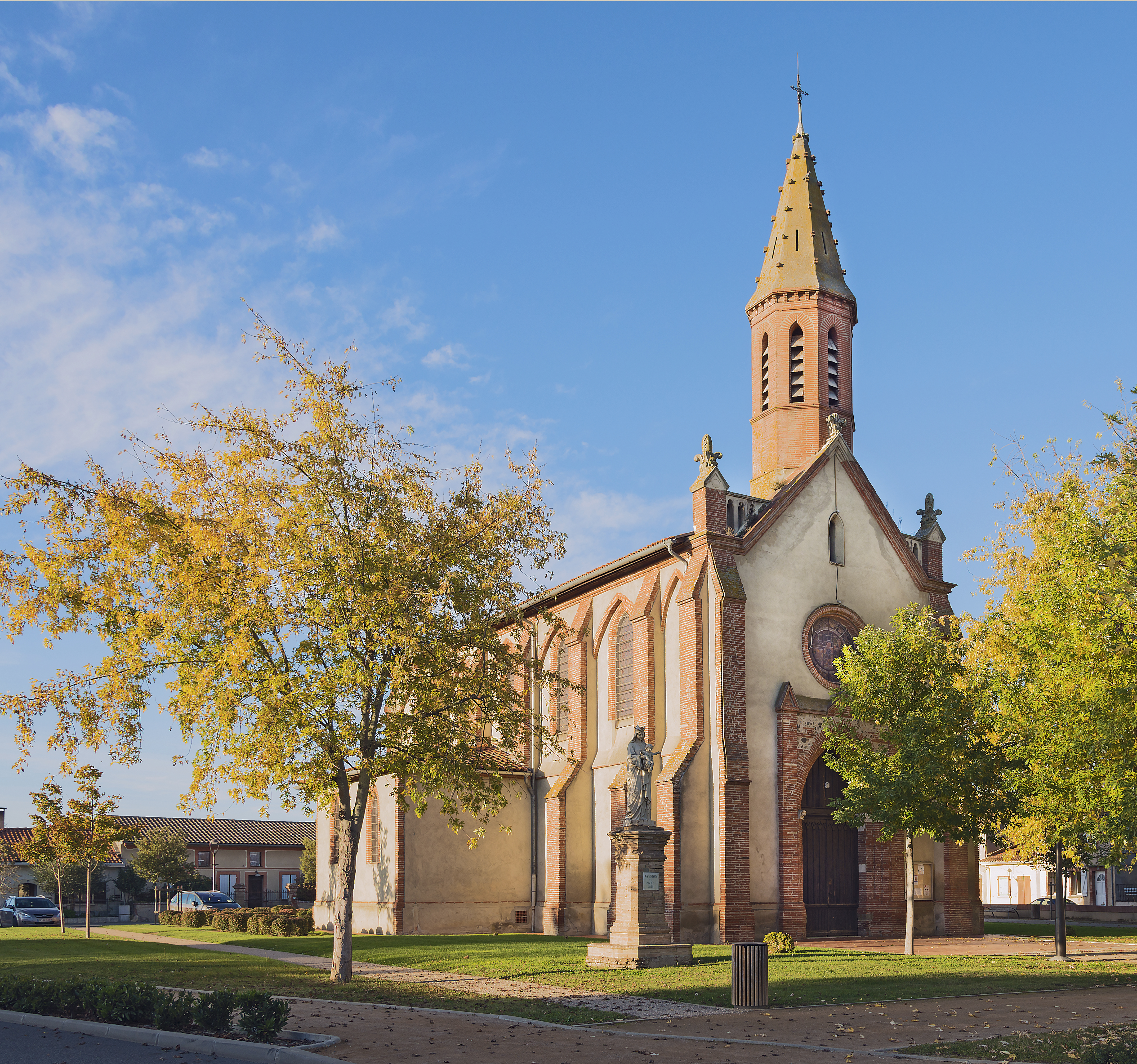
Església